# Cal Milonari
Cal Milonari és una obra de Porrera (Priorat) inclosa a l'Inventari del Patrimoni Arquitectònic de Catalunya.

## Descripció
Edifici de planta rectangular, bastit de maçoneria arrebossada i pintada de planta baixa i pis i cobert per teulada a dos vessants, amb un jardí a la part dreta de la façana. Aquesta, simètrica i ben resolta, presenta dues finestres i una porta a la planta baixa i dues finestres i un balcó de forja al pis. La porta, de pedra, té arc de mig punt i dues dernes. Una porta oberta sobre el mur permet l'accés al jardí.

## Història
La casa fou bastida en el sector d'eixample del poble, a l'altre costat del riu a les darreries del segle xix o principis del segle xx, amb algunes connotacions modernistes, en un període de puixança econòmica. Actualment serveix de segona residència.